# Graaf van Charolais

Wapen van de graaf van Charolais

Graaf van Charolais is een titel die de hertogen van Valois-Bourgogne tijdens de Bourgondische tijd gebruikten om de opvolger van de regerende hertog aan te duiden. 

## Geschiedenis
Men kan de titel vergelijken met die van prins van Wales bij het Engelse koningshuis en van dauphin binnen de Franse monarchie. 
Aldus was de officiële titel van Karel de Stoute, graaf van Charolais, tijdens het leven van Filips de Goede. De correcte benaming voor Karel tijdens die periode was dus Karel van Charolais en niet Karel van Bourgondië. De naam Karel de Stoute, was een titel die hem door de geschiedenis werd toebedeeld. 
Jan zonder Vrees, de zoon en opvolger van Filips de Stoute, droeg de titel nooit. Zijn vader kocht het graafschap Charolais in 1390 en gaf het in apanage aan zijn kleinzoon Filips de Goede die dus de eerste graaf van Charolais was binnen het huis Valois-Bourgogne. 
Filips de Goede en Karel de Stoute waren de twee enige Bourgondische troonopvolgers die, in afwachting dat ze hun vader zouden opvolgen, als graaf van Charolais door het leven gingen.